# Jabłonka (Subkarpaten)
Jabłonka is een plaats in het Poolse district  Brzozowski, woiwodschap Subkarpaten. De plaats maakt deel uit van de gemeente Dydnia en telt 1100 inwoners.